# Herinneringsmedaille Jeugdbrandweer
De Herinneringsmedaille Jeugdbrandweer werd in 1994 ingesteld. De medaille is eigenlijk een kruis en wordt uitgereikt aan leden van jeugdkorpsen die ten minste vier jaar lid zijn geweest van een jeugdbrandweer.
Het centrale medaillon van het bronzen kruis is versierd met een geëmailleerd rood schildje met een goudkleurige brandweerhelm.
De armen zijn afgerond zodat een Maria-Theresiakruis ontstond. Op de verticale armen staat "Jeugd" en "brandweer".
Het kruis wordt aan een groen lint met twee gele banen in het midden op de borst gedragen. 